# Guillaume des Pays-Bas (1840-1879)
Pour les articles homonymes, voir Guillaume des Pays-Bas.
 (décembre 2010).
Si vous disposez d'ouvrages ou d'articles de référence ou si vous connaissez des sites web de qualité traitant du thème abordé ici, merci de compléter l'article en donnant les références utiles à sa vérifiabilité et en les liant à la section « Notes et références ».
Titre
Héritier présomptif de la 
Couronne des Pays-Bas
17 mars 1849 – 11 juin 1879
(30 ans, 2 mois et 25 jours)
Guillaume d'Orange-Nassau (en néerlandais, Willem van Oranje-Nassau), prince d’Orange, prince des Pays-Bas et prince d’Orange-Nassau, né le 4 septembre 1840 à La Haye et mort le 11 juin 1879 à Paris, fut prince héritier des Pays-Bas et du grand-duché de Luxembourg de 1849 à sa mort.
Il vécut en exil à Paris où il mourut.

## Une famille désunie

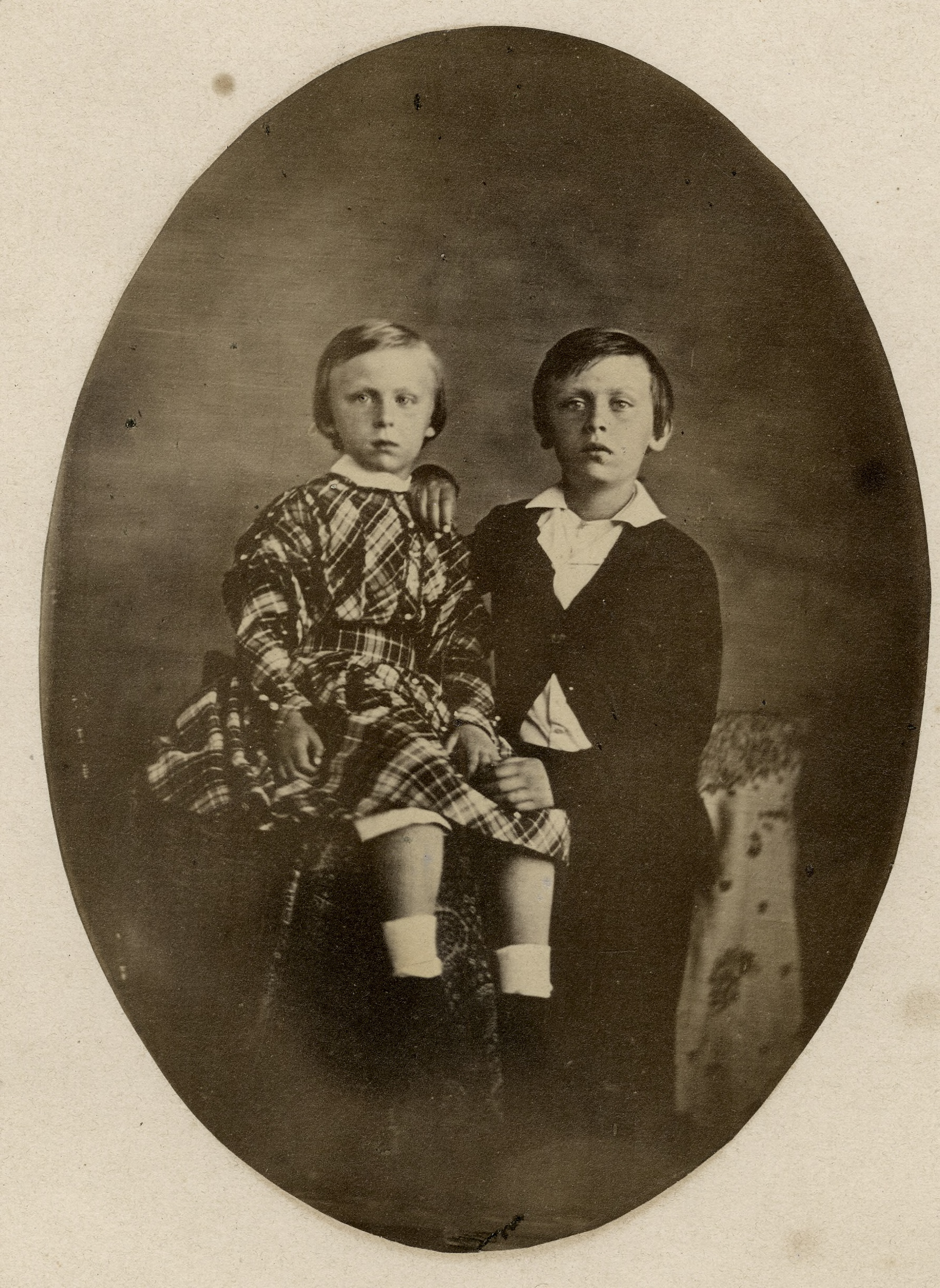
Guillaume et son frère le prince Maurice vers 1848.

Prince des Pays-Bas, Guillaume est l'arrière petit-fils du premier roi des Pays-Bas Guillaume Ier. Il est l'aîné des trois fils issus de l'union désastreuse du futur roi Guillaume III des Pays-Bas, alors prince héritier et de la princesse Sophie de Wurtemberg, il naquit à La Haye le 4 septembre 1840.
Peu après, son arrière-grand-père, le roi Guillaume Ier, abdiqua pour des raisons politiques et personnelles : d'une part, il était désavoué par ses pairs qui, au détriment des Pays-Bas, reconnaissaient par le Traité de Londres l'indépendance de la Belgique, d'autre part, souverain d'un pays protestant, il désirait épouser une femme issue de l'aristocratie catholique belge, ce que son peuple ne pouvait accepter.
Le grand-père du petit Guillaume, homme intelligent et pragmatique, devint alors roi sous le nom de Guillaume II des Pays-Bas. Par des mesures habiles et libérales, il sut éviter aux pays-Bas les mouvements révolutionnaires qui embrasèrent les monarchies européennes. Guillaume II mourut en 1849. Il avait épousé en 1816 la grande-duchesse Anna Pavlovna de Russie, sœur des tsars Alexandre Ier et Nicolas Ier qui avait une grande influence sur son fils, devenu roi sous le nom de Guillaume III. 

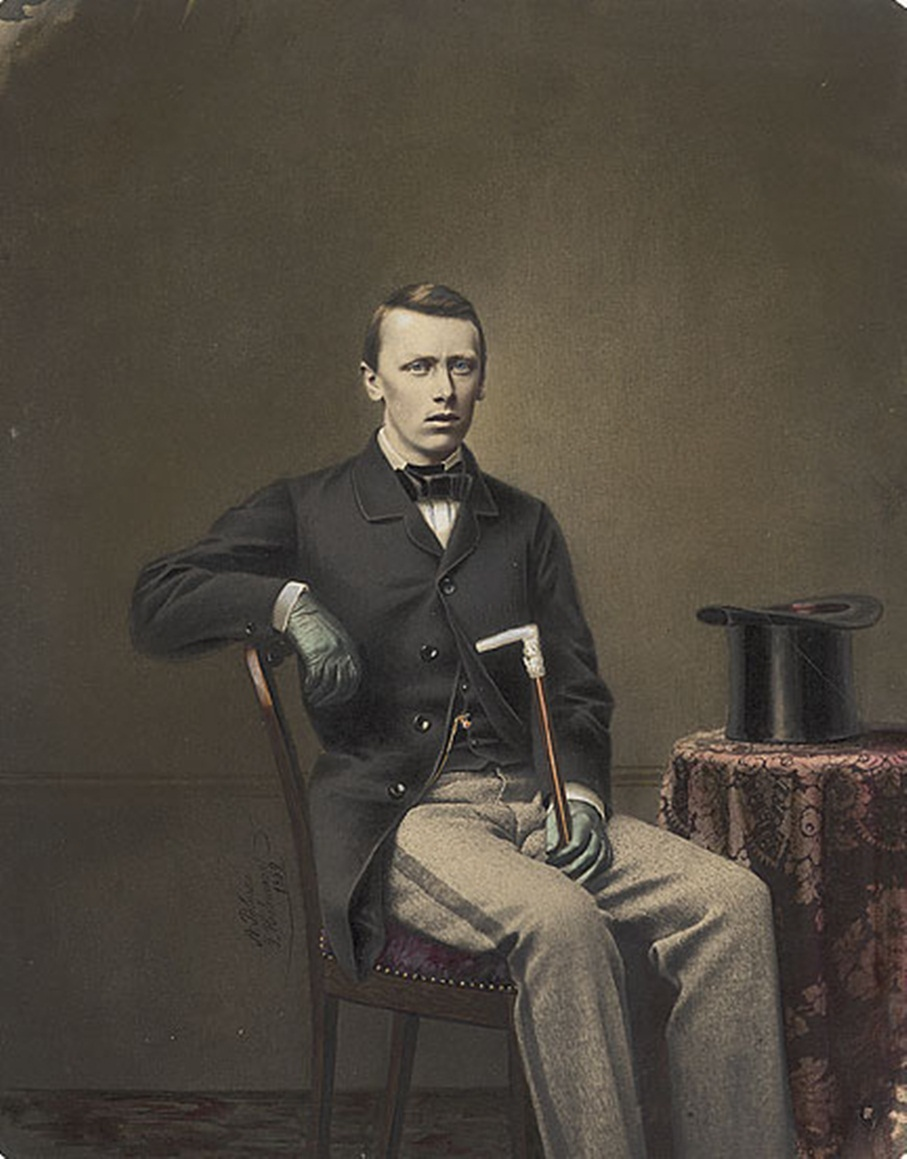
Guillaume à 20 ans.

Portant le titre traditionnel réservé à l'héritier du trône, le prince Guillaume, âgé de 9 ans à l'avènement de son père, devint prince d'Orange. Il était prince héritier des Pays-Bas et du grand-duché de Luxembourg.
L'année suivante, son frère cadet, le petit prince Maurice, second dans l'ordre successoral, mourut de maladie à l'âge de 7 ans. La reine avait supplié en vain son mari d'en appeler à d'autres médecins que ceux de la cour, ce que l'orgueilleux Guillaume III avait refusé. La reine s'enfuit dans sa famille à Stuttgart. Le roi Guillaume Ier de Wurtemberg convainquit sa fille de remplir ses devoirs d'épouse et de souveraine et de retourner auprès de son mari. Guillaume avait 10 ans. Il était devenu l'enfant unique d'une famille qui se déchirait.
Le rapprochement furtif et intéressé entre ses parents permit la naissance d'un autre petit frère, second en ligne successorale, prénommé Alexandre en l'honneur de sa parenté avec les Romanov.
Le couple royal se sépara officieusement dès 1855. Le roi, prenant avec lui son fils aîné âgé de 15 ans, élit domicile au Palais Het Loo, et retourna à ses débauches (il fut surnommé le "roi-gorille" et un grand nombre d'enfants adultérins lui fut attribué) tandis que la reine, qui méprisait ouvertement son mari, cherchant à jouer un rôle politique, emmenait avec elle son fils cadet Alexandre qui avait 4 ans, et se remit à sa correspondance avec les intellectuels de son temps, évitant une tante-belle-mère qui lui manquait ostensiblement de respect.
À l'instar du prince Guillaume son fils aîné, elle finit par fuir cette cour étouffante et passa de plus en plus de temps dans sa famille à Stuttgart.

## Un prince en déshérence

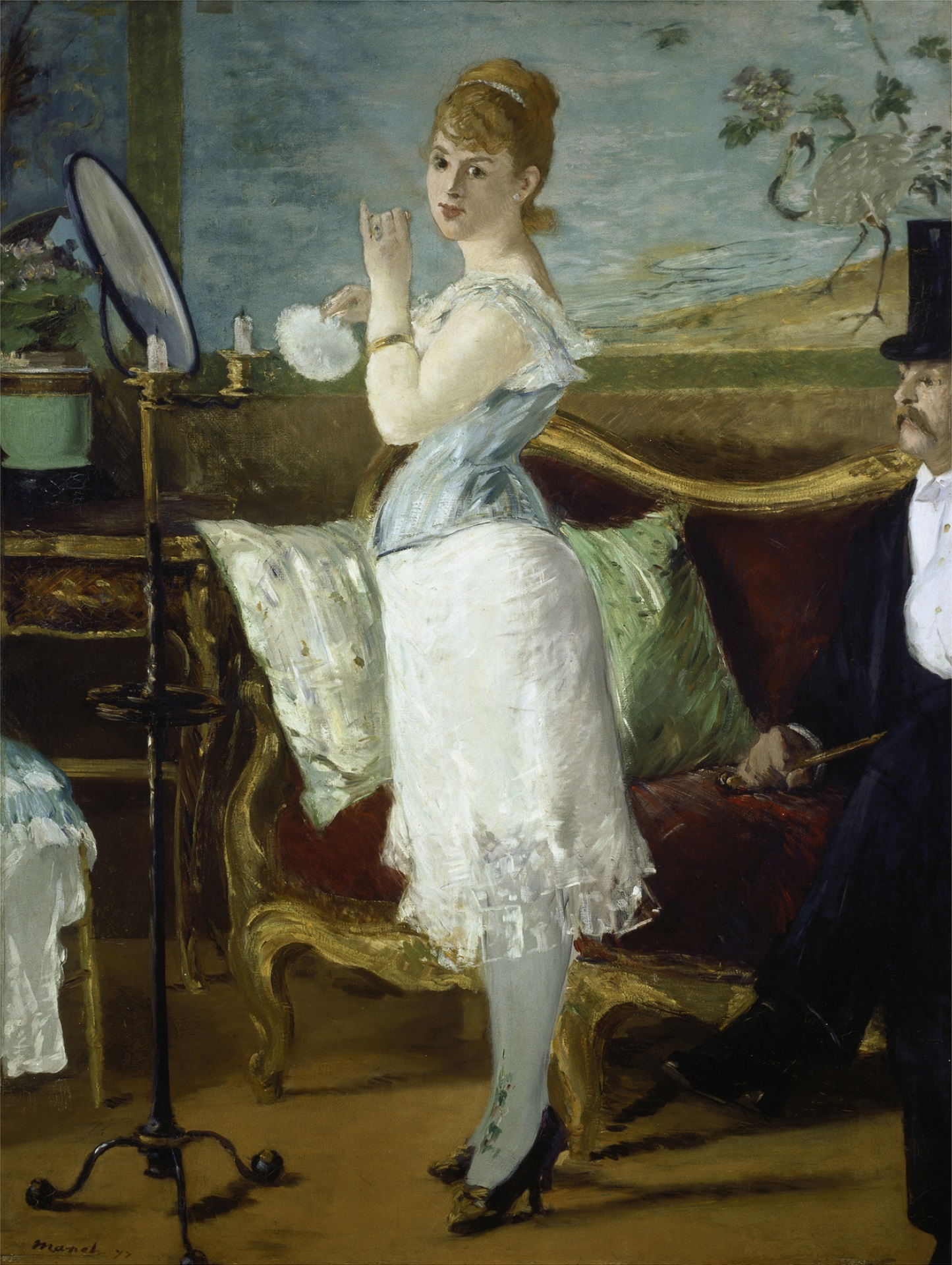
Henriette Hauser (Nana par Édouard Manet)

Surnommé Wiwill (diminutif de son prénom néerlandais Willem), le petit Guillaume recevait une exigeante et pudibonde éducation victorienne qui tourna vite au désastre. Loin de discipliner et d'épanouir le jeune prince, elle en accrut les vices hérités de ses aînés et qui allaient hâter sa fin.[style à revoir]
Son père, impopulaire conservateur qui refusait la marche de son peuple vers la démocratie, avait promis d'abdiquer dès que son héritier atteindrait l'âge de 18 ans mais se garda bien de tenir sa promesse une fois le moment venu en 1858.
Un projet de mariage avec la princesse Alice du Royaume-Uni échoua (1860), la reine Victoria ayant eu vent de la mauvaise réputation du prince. Quelques années plus tard, un projet concernant la grande-duchesse Maria Alexandrovna, fille du tsar Alexandre II de Russie, échoua également.
En 1874, le prince âgé de 33 ans s'éprit de la jeune comtesse Mathilde de Limburg-Stirum qui en avait 19.
Le roi et la reine, pour une fois d'accord, s'opposèrent avec véhémence à cette idylle parce que la jeune fille, bien qu'issue de la plus haute aristocratie européenne, n'était pas de sang royal. Ainsi en était-il dans les cours de l'époque. Le prince songea alors à outrepasser l'interdiction paternelle mais la jeune comtesse était mineure et ses parents refusèrent également leur accord. D'aucuns prétendirent que les causes de ce refus étaient bien plus scandaleuses et que la jeune fille était en réalité la demi-sœur adultérine du prince (mais l'on prétendit la même chose après leur mort de l'archiduc Rodolphe d'Autriche et de sa maîtresse Maria Vetsera).
Désabusé, révolté et aigri, le prince héritier s'exila volontairement en France où il vécut dans la plus vile débauche. Ayant acquis un appartement à Paris rue Auber, près de l'Opéra, il partagea la vie de la comédienne de boulevard Henriette Hauser. Le duc de Gramont-Caderousse, un copain viveur célèbre de l'époque, lui donna le surnom de prince Citron ; ce surnom (jeu de mots en référence à son titre de prince d'Orange), devenu bien vite populaire, courut les "grands boulevards" récemment créés et les journaux parisiens.
Il ne revint aux Pays-Bas que pour assister aux funérailles de sa mère en 1877. En revanche, comme son frère Alexandre, il fut choqué par le remariage de son père. En effet, le parlement ne lui ayant pas permis d'épouser sa maîtresse, une cantatrice française, le roi Guillaume III se remaria avec la princesse Emma de Waldeck-Pyrmont, qui avait 41 ans de moins que son fiancé et 18 ans de moins que son beau-fils.
Malgré sa jeunesse, la souveraine sut calmer les colères du roi et se montra d'une parfaite dignité,
Quelques mois plus tard, usé par son style de vie, le prince mourut prématurément du typhus le 11 juin 1879 dans son appartement parisien de la rue Auber. Il avait 38 ans.
Son corps, ramené aux Pays-Bas, fut inhumé dans la crypte royale de Delft.

## Épilogue
Héritant des titres et dignités de son frère défunt, le prince Alexandre, 28 ans, célibataire, dernier fils survivant de Guillaume III et de Sophie de Wurtemberg, était devenu prince d'Orange et héritier du trône. Élevé par sa mère, il devint un homme rangé et cultivé. Inconsolable de la mort de celle-ci en 1877, il fut lui aussi profondément offusqué par le remariage de son père (sa belle-mère était de 7 ans sa cadette) et refusa de s'approcher de sa demi-sœur qui naquit en 1880. Reclus dans son palais aux volets toujours clos, il ne survécut que 5 ans à son frère aîné et mourut lui aussi du typhus à l'âge de 33 ans, six ans avant son père.
Avec lui s'éteignait l'espoir d'une succession masculine aux Pays-Bas et au Luxembourg. Un projet de mariage avec la très catholique princesse Marie-Anne de Bragance n'avait pas abouti.
La loi salique fut abrogée aux Pays-Bas, ce qui permit à leur demi-sœur, alors âgée de 4 ans, de devenir princesse héritière. Elle sera la fameuse reine Wilhelmine tandis que le Luxembourg passant à un très lointain cousin, le duc Adolphe de Nassau, accédait à une totale indépendance.
N'ayant pas épousé le prince héritier des Pays-Bas, Marie-Anne de Bragance épousa en revanche le grand-duc héritier de Luxembourg, un autre membre de la Maison de Nassau et assuma la régence pendant les maladies de son mari.

## Sources
D'après les Wikipedia Anglais, Allemand et Néerlandais.